# Fairfax (Los Angeles)
Pour les articles homonymes, voir Fairfax.
Fairfax est un quartier de la ville de Los Angeles, en Californie.